# Гаев, Дмитрий Владимирович
Дми́трий Влади́мирович Га́ев (21 октября 1951, Москва — 27 октября 2012, Цюрих) — 9-й начальник ГУП «Московский метрополитен» (1995—2011).

## Биография
Родился 21 октября 1951 года в Москве.
В 1973 году окончил Московский институт инженеров железнодорожного транспорта, в 1986 году — Московский институт управления, а в 1989 году — Высшую партийную школу.
С 1973 по 1981 год работал в локомотивном депо Москва-Сортировочная Московской железной дороги.
С 1981 по 1982 год был старшим инженером МПС. Занимался программами оборонного потенциала железнодорожной отрасли, имел звание полковника запаса.
В 1982 году стал инструктором Сокольнического районного комитета КПСС, с 1986 года — инструктором и консультантом Московского городского комитета КПСС.
С 1990 по 1995 год работал первым заместителем начальника Московского метрополитена. 25 декабря 1995 года назначен начальником Московского метрополитена.
C 2001 года Гаев являлся генеральным конструктором проекта «Социальная карта москвича». Он был утверждён на эту должность согласно распоряжению Правительства Москвы 585-РП от 29 декабря 2001 года.
В 2002 году был избран председателем Ассамблеи метрополитенов Международного союза общественного транспорта.
7 февраля 2011 покинул пост начальника Московского метрополитена, проработав на этом посту дольше, чем кто бы то ни было за всю историю Московского метрополитена. Новым начальником назначен Иван Беседин. 20 ноября 2011 года вышел на пенсию.
27 октября 2012 года скончался на 62-м году жизни после продолжительного онкологического заболевания в одной из швейцарских клиник в Цюрихе.
Похоронен 3 ноября 2012 года на Троекуровском кладбище в Москве.

## Общественная деятельность
- член Совета Росжелдора
- действительный член Международной и Российской инженерной Академии
- вице-президент Международного союза общественного транспорта (МСОТ), почетный председатель Ассамблеи метрополитенов МСОТ
- председатель Совета Международной Ассоциации Метрополитенов
- организатор онлайн-приёмов на Информационно-правовом портале «ЗАКОНиЯ»

## Мероприятия на Московском метрополитене

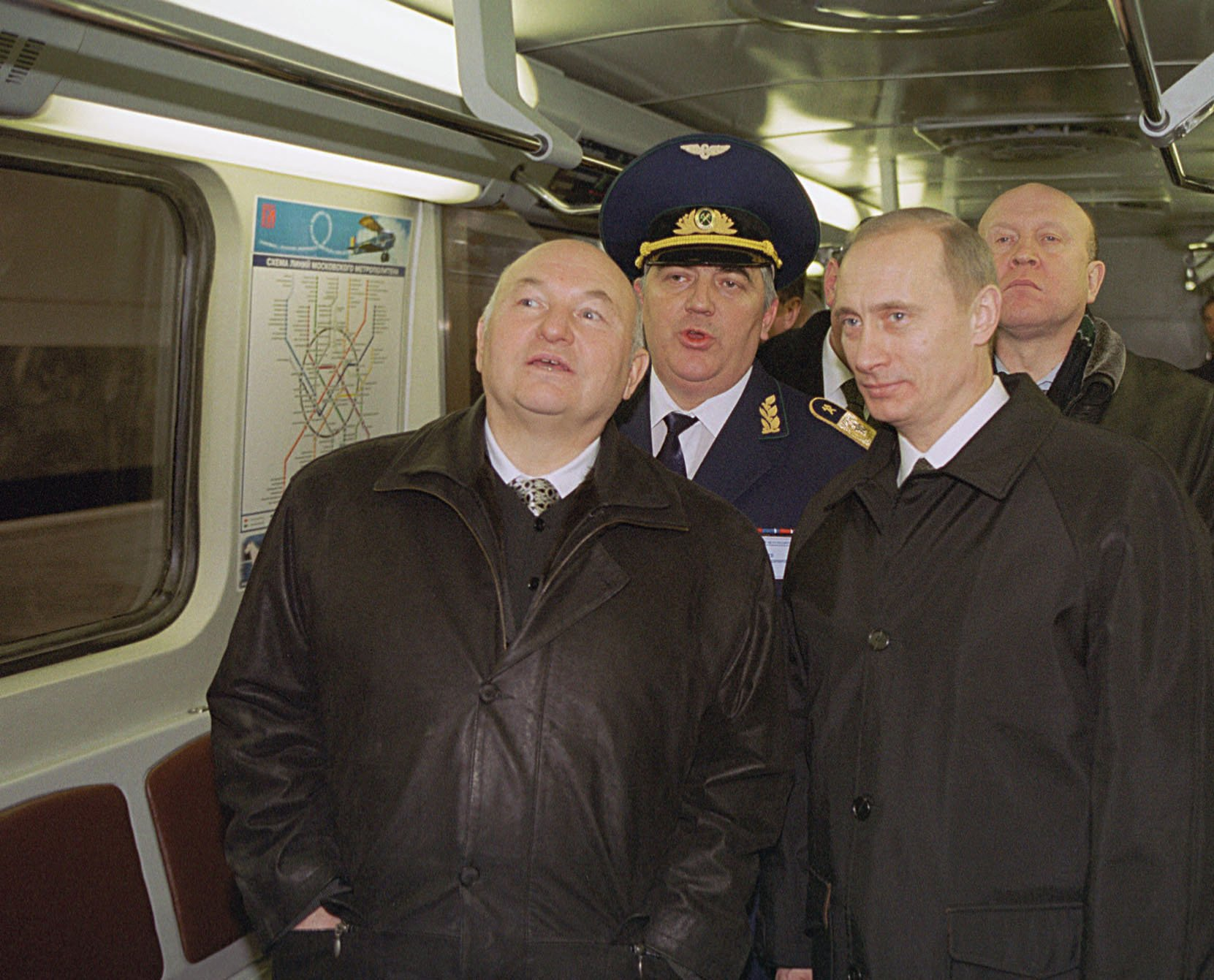
Юрий Лужков, Дмитрий Гаев, Владимир Путин в одном из вагонов «Яузы» на ст. Аннино, 2001 г.

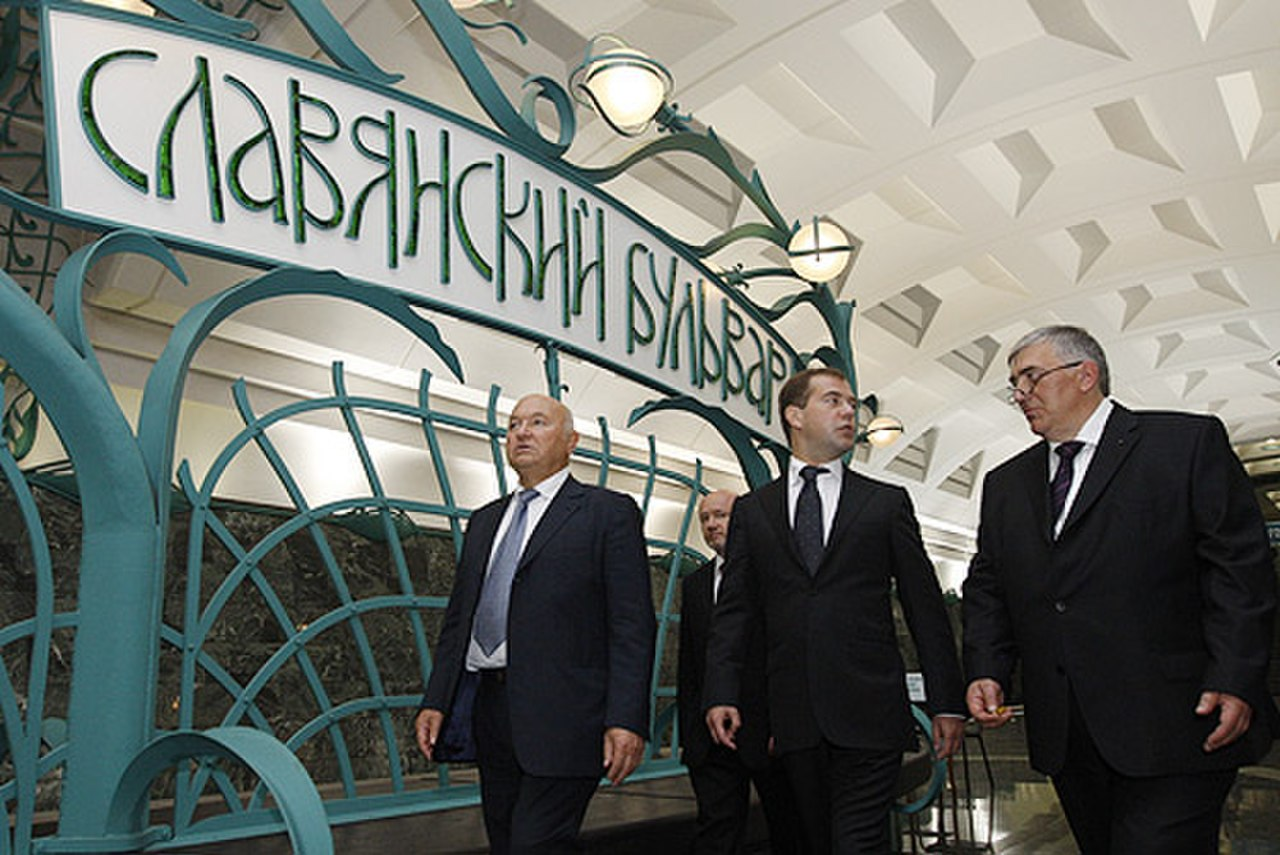
Дмитрий Медведев, Юрий Лужков и Дмитрий Гаев на открытии ст. метро Славянский бульвар, 4.07.2008

В период руководства Гаева открыты 32 новые станции. Последними станциями, открытыми при Гаеве, стали «Достоевская» и «Марьина Роща» (19 июня 2010). Также при нём были разработаны и начали эксплуатироваться вагоны 81-740/741 «Русич», в рамках создания новых систем безопасности организован ситуационный центр метрополитена, станции и поезда оснащены системой видеонаблюдения, установлены колонны экстренного вызова на платформах станций, внедрён новый вид турникетов.
При Гаеве пластиковые жетоны для прохода в метро были заменены на эффективные средства оплаты проезда, такие как бесконтактные смарт-карты, карты Ультралайт и социальная карта москвича.

## Уголовное дело
В октябре 2010 года новый мэр Москвы Сергей Собянин потребовал от генпрокуратуры разобраться в том, как ГУП «Московский метрополитен» использует субсидии на развитие метро. Мэр, перед этим заявивший о необходимости увеличить темпы строительства линий метрополитена, после встреч с Гаевым, усомнился, что выделенные на это деньги будут использованы эффективно. Одновременно мэр инициировал проверку работы метрополитена счётной палатой. Собянин не знал, что начальник метрополитена не отвечает за строительство, а руководит лишь эксплуатацией объектов, построенных подрядными организациями по решениям правительства Москвы.
Спустя полтора месяца Генпрокуратура направила в адрес мэра Собянина письмо, в котором был поставлен вопрос об увольнении Гаева и говорилось о необходимости устранения выявленных нарушений, защите государственных интересов, а также взыскании с Гаева убытков, причинённых предприятию. Выводы были сделаны на основании проверки деятельности ГУП «Московский метрополитен» за последние 10 лет.
Прокуроры установили, что с 2000 года руководство метрополитена ежегодно без согласия правительства Москвы сдавало в аренду помещения. Также ГУП до конца 2010 года не оформил право хозяйственного ведения на 71 станцию и почти две сотни перегонов, заявили в прокуратуре. Кроме этого, по данным ведомства, 34 земельных участка, предоставленных метрополитену в аренду, не были поставлены на кадастровый учёт, из-за чего не регистрировались и договоры аренды.
14 декабря 2010 года на сайте генеральной прокуратуры РФ были представлены результаты проверки деятельности московского метрополитена, согласно которым руководитель ГУП «Московский метрополитен» Дмитрий Гаев при исполнении своих обязанностей действовал в целях личного обогащения, нанеся ущерб возглавляемому предприятию в размере 112 000 000 рублей.
В ходе расследования СК МВД установлено, что в 1998 году Гаев в соавторстве с другими лицами получил патент на изобретение «Автоматизированной системы оплаты проезда и проверки проездных документов на транспорте», которая была внедрена на московском метрополитене годом ранее. В дальнейшем с «Московским метрополитеном» был заключен лицензионный договор на использование указанной системы, по которому авторы патента получили в качестве вознаграждения 112 000 000 рублей.
По сведениям генпрокуратуры, Гаев оформлял на себя патенты на различные технические новшества, созданные за счёт метрополитена (в частности, на автоматизированную систему контроля проезда), а затем получал от него деньги за использование данных изобретений даже после истечения срока действия патента.
По словам официального представителя генпрокуратуры, за последние три года уровень безопасности движения поездов резко снизился, а рост травматизма в «подземке» составил более 12 %, при этом действующие на предприятии распоряжения способствуют сокрытию происшествий. На этом основании перед мэром Москвы был поставлен вопрос об увольнении Дмитрия Гаева с должности руководителя ГУП «Московский метрополитен» и взыскании убытков, причинённых предприятию. Сам Гаев отверг обвинения, сославшись на то, что не знает сути обвинений: «Если я что-то незаконное получал, я должен за это отвечать, но я за собой такого не знаю. Я не знаю, о чём речь. Надо сначала почитать, что написано, прежде чем что-либо комментировать».
6 февраля 2011 года свой вердикт вынесла и счётная палата, объявившая о завышении смет в метро на 225 %. По мнению палаты, завышались расходы по сметам на строительство. При ремонте путей в московском метро было выявлено завышение по зарплате в два раза — на 25 000 000 рублей.
На следующий день, 7 февраля 2011 года Гаев, который управлял московским метрополитеном с 1995 года, был освобождён от должности с формулировкой «по собственному желанию». 23 марта 2011 года, через полтора месяца после увольнения с должности начальника Московского метрополитена, Следственный комитет при МВД России возбудил против Гаева уголовное дело по статье 201 УК — «Злоупотребление полномочиями», предусматривающей лишение свободы на срок до 5 лет.
В марте 2012 года адвокат бывшего руководителя столичного метрополитена заявил, что срок давности по делу о злоупотреблениях истёк.
26 марта 2012 года уголовное дело в отношении Гаева прекращено следователем «за отсутствием состава преступления».
В ходе следствия получены заключения специалистов в различных областях права, в результате установлено, что Гаев имел право выступать патентообладателем и заключать лицензионный договор, в соответствии с которым выплачено 112 000 000 рублей в качестве вознаграждения.
Адвокат Гаева Александр Аснис заявил, что полностью удовлетворён выводами следствия, отметив, что они лишь подтвердили действия Гаева — получение вознаграждения по лицензионному договору на законных основаниях. В результате этого изобретатель Гаев стал рекордсменом России по получению вознаграждения за свои изобретения.
11 апреля 2012 года генпрокуратура РФ отменила постановление о прекращении уголовного дела в отношении Гаева как незаконное и возобновила расследования.
Переживания, связанные с длительными следственными действиями, серьёзно подорвали здоровье Гаева. В марте 2012 года Гаев покинул Россию с разрешения следователя для лечения в одной из клиник Европы. До последних дней жизни находился в швейцарской клинике.
Адвокаты Гаева продолжили работу по уголовному делу, чтобы добиться его прекращения не в связи со смертью обвиняемого, а по реабилитирующим основаниям.
Уголовное дело в отношении Гаева прекращено главным следственным управлением МВД 29 ноября 2012 года за отсутствием состава преступления.

## Награды
- Орден «За заслуги перед Отечеством» III степени (22 марта 2008 года) — за большой вклад в развитие транспортной отрасли и многолетний добросовестный труд[16]
- Орден «За заслуги перед Отечеством» IV степени (3 ноября 2001 года) — за высокие достижения в производственной деятельности, большой вклад в укрепление дружбы и сотрудничества между народами и многолетнюю добросовестную работу[17]
- Орден Почёта (2 мая 1996 года) — за заслуги перед государством, большой вклад в строительство Люблинско-Дмитровской линии Московского метрополитена и многолетний добросовестный труд[18]
- Медаль «В память 850-летия Москвы» (1997 год)
- Почётный железнодорожник (1989 год)
- Почётный строитель (1996 год)
- Орден преподобного Сергия Радонежского III степени Русской Православной Церкви (2006 год)

## Семья
Сын Владимир Гаев (род. 1974) работал начальником управления по интеллектуальным картам ОАО «СИТРОНИКС», а в 2006 году стал генеральным директором компании «СИТРОНИКС Смарт Технологии», одной из основных сфер деятельности которой является выпуск смарт-карт, предназначенных для безналичной оплаты поездок на общественном транспорте. Прибыль «СИТРОНИКС Смарт Технологии» только от продажи проездных билетов для метрополитена составляет около 10 000 000 долларов США в месяц. Сам Дмитрий Гаев с ноября 2006 года по 2011 год являлся членом совета директоров ОАО «СИТРОНИКС».
Дочь Дарья Гаева (родилась в 1980 году) окончила МГУ им. М. В. Ломоносова, экономический факультет. В 2007 году защитила диссертацию (кандидат экономических наук). В настоящее время работает в коммерческом банке.
Второй дочери Гаева, Анастасии, принадлежит созданная в апреле 2009 года компания «Анника групп», которая единственная в Москве владеет лицензией на производство и продажу сувенирной продукции с символикой Московского метрополитена. Производимая в Китае сувенирная продукция распространяется через сеть киосков ООО «Метропресс», 60 % которого принадлежит ГУП «Московский метрополитен». Кроме того, «Анника групп» разрабатывает линию трикотажной женской одежды с символикой метрополитена.

## Последствия увольнения
Новым руководством Московского метрополитена во главе с Иваном Бесединым было отозвано разрешение режиссёру Антону Мегердичеву в съёмках российского фильма-катастрофы «Метро», в итоге снятым в Самарском метрополитене, руководство которого, по словам режиссёра, спасло проект. В дальнейшем фильм был подвергнут критике со стороны сотрудников за показанную в нём неправдоподобность работы служб и общего технического устройства метрополитена.